# Antioch College

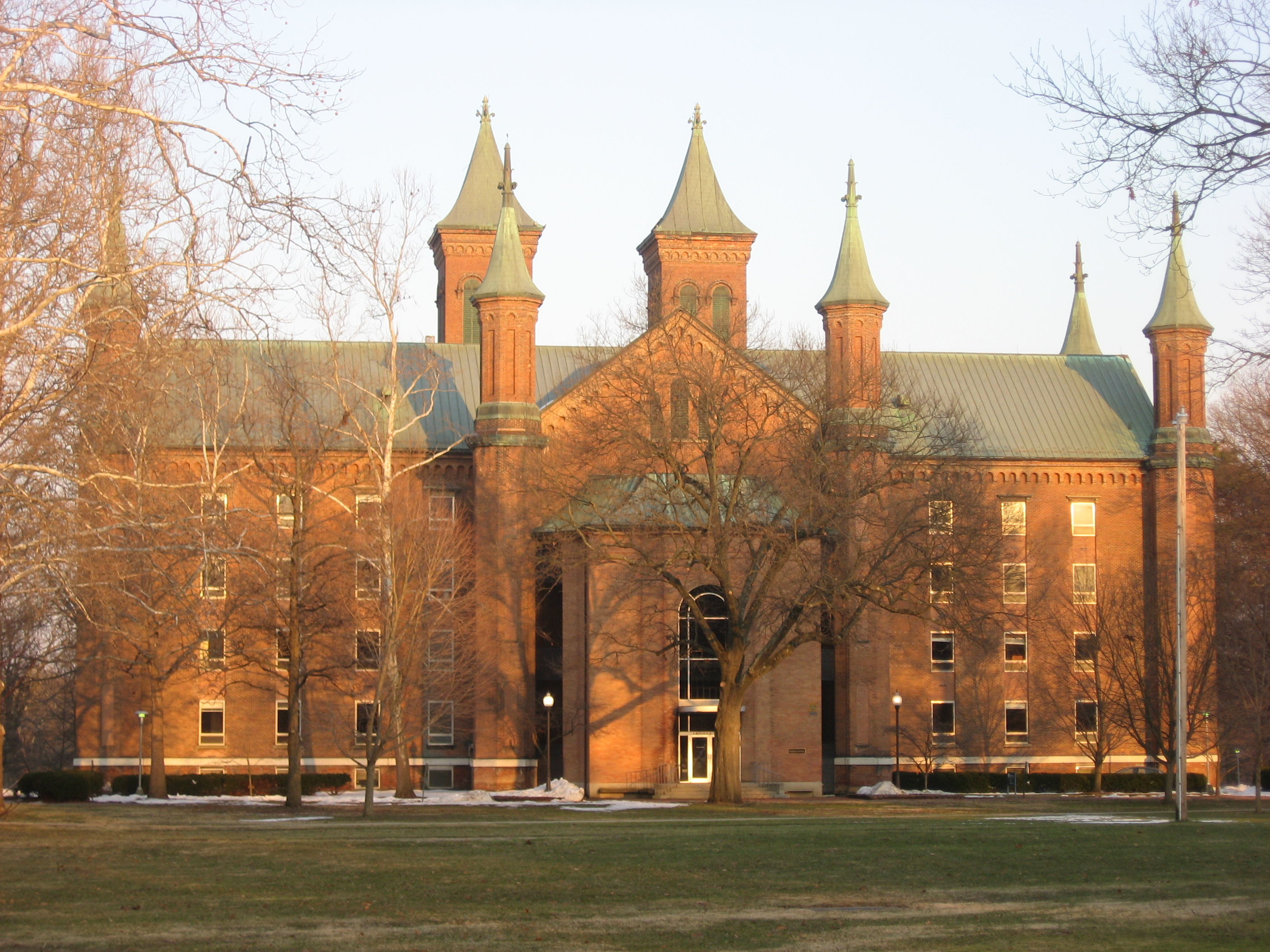
Rückansicht von Antioch Hall

Das Antioch College ist eine Privatuniversität (Liberal Arts College) in Yellow Springs, einer kleinen Universitätsstadt südlich von Springfield im Greene County im US-Bundesstaat Ohio. Zwei Träger des Nobelpreises haben dort akademische Abschlüsse erworben – José Ramos-Horta (Friedensnobelpreis 1996) und Mario Capecchi (Nobelpreis für Physiologie oder Medizin 2007). Das College ist die Keimzelle der Antioch University, hat sich aber 2008 von ihr gelöst, was aus Sicht des damaligen Präsidenten an keiner anderen Bildungseinrichtung in vergleichbarer Form gegeben habe.

## Geschichte
Gegründet wurde die Einrichtung 1850 von der Christian Connection, der Lehrbetrieb ging im Jahr 1852 los. Erster Präsident – und zugleich Professor für Politische Ökonomie, intellektuelle und moralische Philosophie sowie Physikotheologie – war der Politiker (Whig Party) und Bildungsreformer Horace Mann.
Das College war von Anfang an koedukativ ausgelegt, gemäß der Charta der Christian Connection, der Kirchengruppe, die Antioch College inmitten der Getreidefelder und Wälder von Yellow Springs gründete. Das College war ebenso der Chancengleichheit für Schwarze verpflichtet, so dass sich bald auch Studenten aus diesem Teil der Bevölkerung immatrikulierten. In den ersten Jahrzehnten nach der Gründung „blühte Antiochia als Wiege des sozialen Aktivismus und des freien Denkens auf“ und war die liberalste Hochschule für Liberal Arts, so die New York Times. In den 1960er Jahren gründete das Antioch College sogenannte „Satellitenschulen“, aus denen sich 1978 die Antioch University als übergeordnete Entität entwickelte.
Aufgrund finanzieller Schwierigkeiten musste das Institut zweimal im 19. Jahrhundert (1863 und 1881) sowie einmal früh im 20. Jahrhundert schließen (1919). Ab Mitte der 1980er Jahre erhielt das Antioch College von der umgebenden Antioch University, in deren System sie eingebunden war, einerseits siebenstellige Dollarbeträge zur Unterstützung, andererseits aber auch Budgetkürzungen. Im Juni 2008 schloss das Antioch College seine Türen aufgrund langjähriger finanzieller Schwierigkeiten ein viertes Mal. Als dies gut zwölf Monate zuvor angekündigt wurde, waren am Antioch College 260 Vollzeitstudenten eingeschrieben.
Im Jahr der vierten Schließung gründeten ehemalige Treuhänder der Universität, wichtige Spender und Alumni-Führungskräfte die Antioch College Continuation Corporation mit dem Ziel, den Betrieb wieder aufzunehmen. Da die Antioch University nur wenig Interesse an einem verlassenen Campus – darunter ein Wissenschaftsgebäude mit veralteten Bunsenbrennern – oder einem ausschließlich für die Nutzung durch das College vorgesehenen 20-Millionen-USD-Stiftungsfonds hatte, verkaufte sie 25 Gebäude sowie ein 1.000 Hektar großes bewaldeten Tal mit einer uneingeschränkten Nutzung durch die Stiftung für 6,2 Millionen USD an die Continuation Corporation.
Im Herbst 2011 erfolgte die Wiedereröffnung des Lehrbetriebs.

## Trivia
Auf dem Campus gab es nie eine Fraternity und das Football-Team hatte in den über 40 Jahren seines Bestehens bis zur Auflösung 1929 nur eine erfolgreiche Saison.
Anfang der 1990er Jahre sorgte eine Gruppe namens „Womyn of Antioch“ für die Einführung einer neuen Handlungsmaxime gegen sexuelle Straftaten: Für jede neue Ebene des physischen und/oder sexuellen Kontakts musste der aktive Part mündlich die Zustimmung einholen. Von Saturday Night Live wurde das in dem Sketch „Is It Date Rape?“ parodiert.
Das Antioch College ist Teil der Great Lakes Colleges Association, in der sich 13 Liberal Arts Colleges zusammengeschlossen haben, darunter die DePauw University in Greencastle (Indiana), das Oberlin College in Oberlin, die Ohio Wesleyan University in Delaware und das College of Wooster in Wooster (alle Ohio).
Im Jahr 2014 wurde die 100 Jahre alte Turnhalle modernisiert und als 44.000 Quadratmeter großes Wellnesscenter, das auch den Bewohnern von Yellow Springs gegen einen Monats- oder Jahresbeitrag zur Verfügung steht, neu eröffnet. Etwa 2.000 der 3.500 Einwohner hatten sich zwischenzeitlich für dieses Angebot entschieden.

## Persönlichkeiten (Auswahl)
Die Liste umfasst Studenten/Absolventen ebenso wie Lehrpersonal

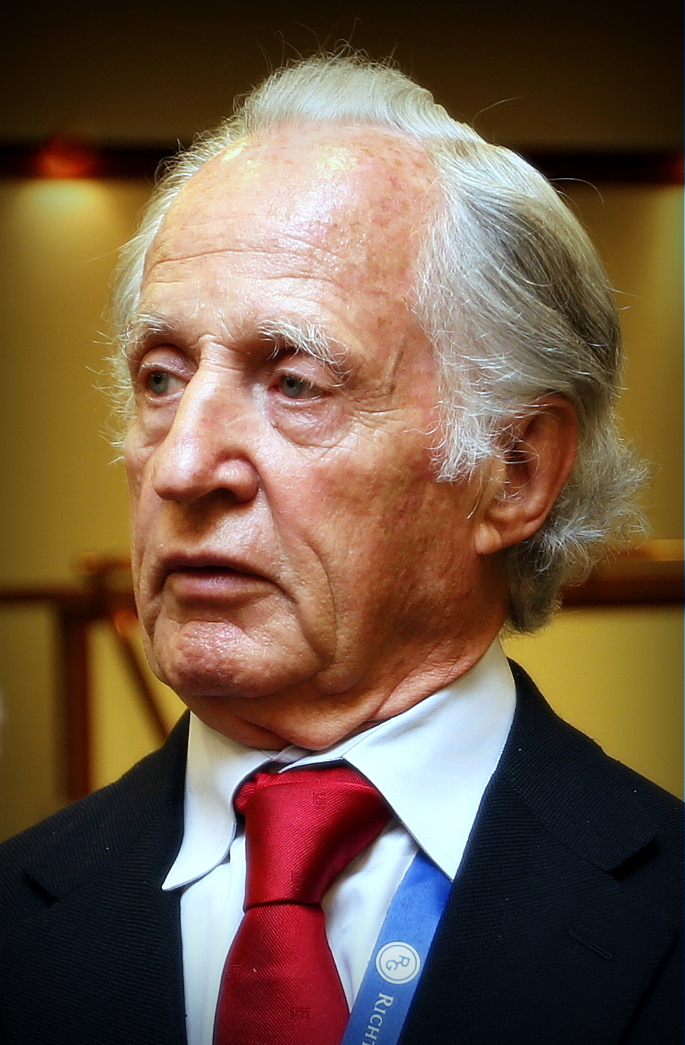
Mario Capecchi
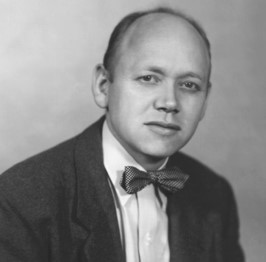
Jewell James Ebers
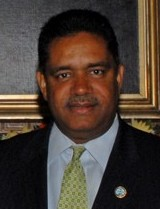
John de Jongh
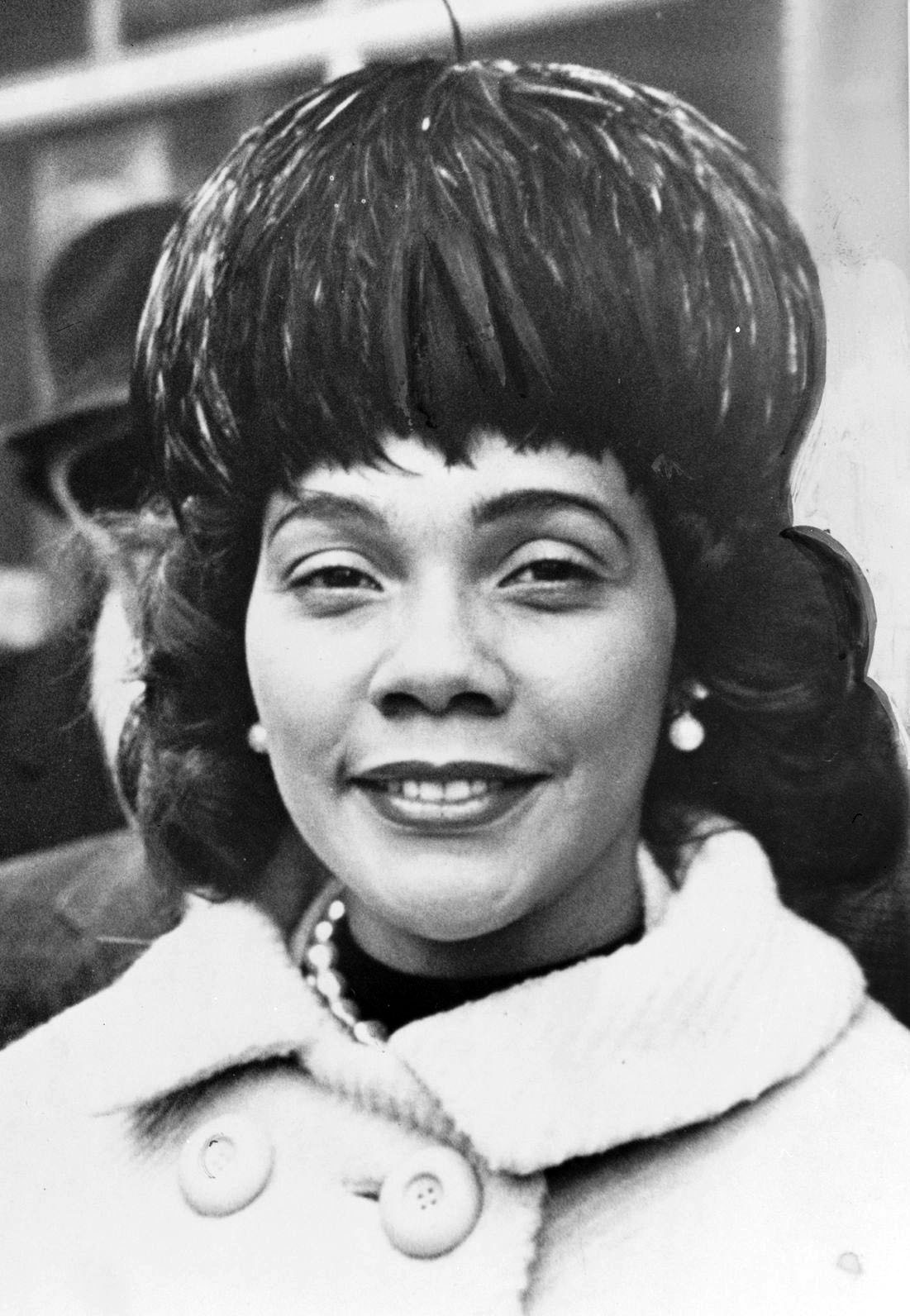
Coretta Scott King
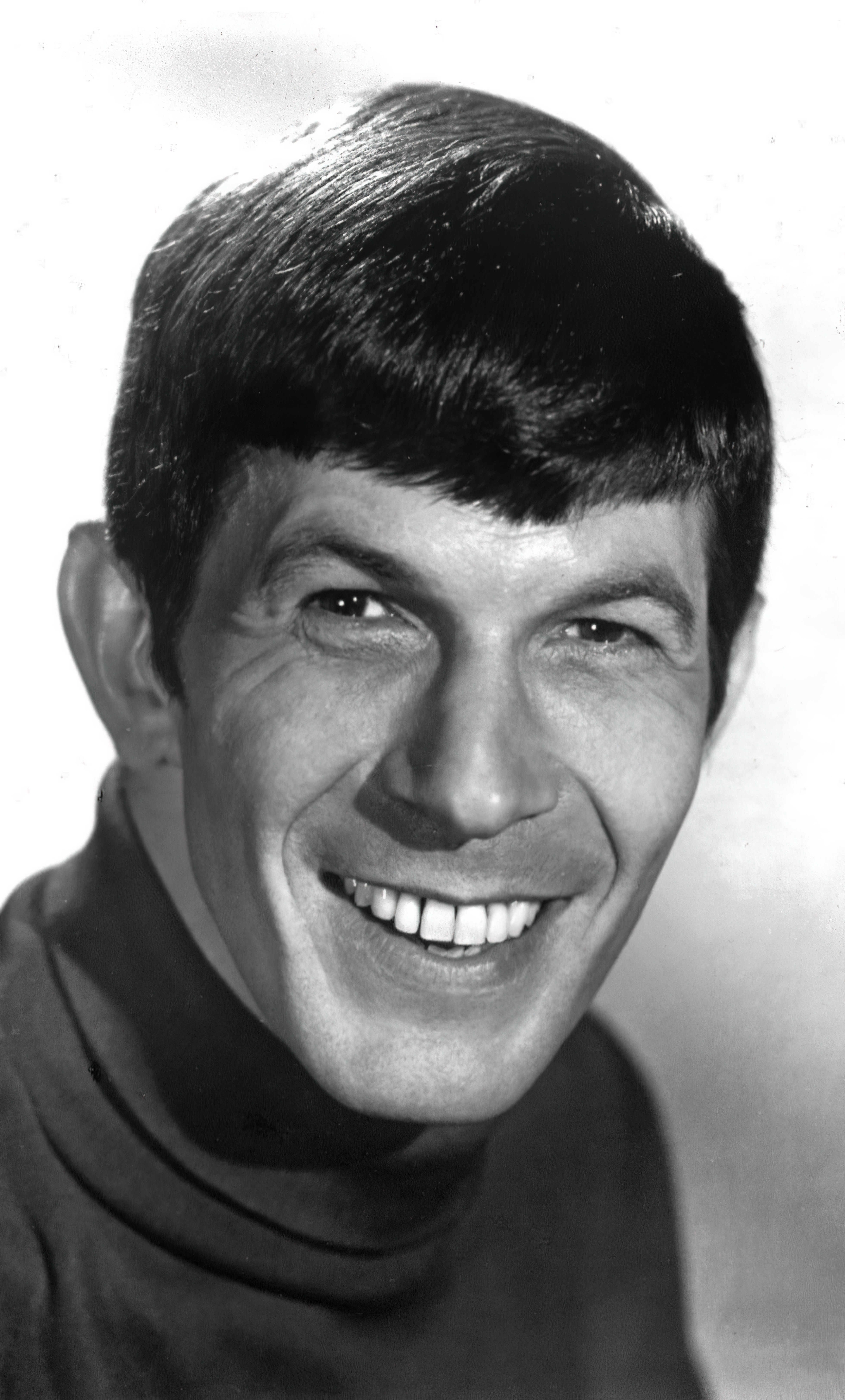
Leonard Nimoy
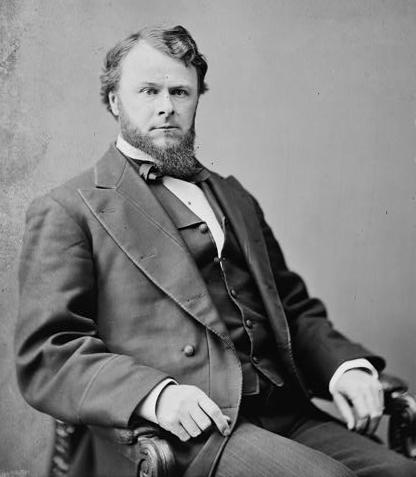
Americus V. Rice

### Politik
- Chester G. Atkins (* 1948), ehemaliger Kongressabgeordneter der Demokraten für Massachusetts
- John Bachtell (* 1956), zeitweilig Vorsitzender der Kommunistischen Partei der USA (CPUSA)
- Simeon D. Fess (1861–1936), Politiker (Republikaner) und Präsident des Antioch College (1907–1917)
- José Ramos-Horta (* 1949), osttimoresischer Politiker und Empfänger des Friedensnobelpreises
- John de Jongh (* 1957), ehemaliger Gouverneur der Amerikanischen Jungferninseln
- J. Warren Keifer (1836–1932), Generalmajor, Politiker (Republikaner), Mitglied des US-Repräsentantenhauses und Sprecher des Repräsentantenhauses
- Coretta Scott King (1927–2006), Bürgerrechtlerin und Ehefrau von Martin Luther King, Jr.[9]
- John Little (1837–1900), Rechtsanwalt und Politiker (Republikaner)
- Eleanor Holmes Norton (* 1937), Mitglied des Repräsentantenhauses der Vereinigten Staaten als offizielle Delegierte des District of Columbia
- Americus V. Rice (1835–1904), General im Sezessionskrieg und zweimaliges Mitglied im US-Repräsentantenhaus
- William H. Wade (1835–1911), Landwirt und Politiker (Republikaner)
- Elihu S. Williams (1835–1903), Rechtsanwalt und Politiker (Republikaner)

### Entertainment
- John Flansburgh (* 1960), Singer/Songwriter (They Might Be Giants)
- Herb Gardner (1934–2003), Cartoonist, Dramatiker und Drehbuchautor
- Miles Goodman (1949–1996), Komponist, Arrangeur und Musikproduzent
- Ken Jenkins (* 1940), Schauspieler, Drehbuchautor und Regisseur
- Jorma Kaukonen (* 1940), Blues-, Folk- und Rockgitarrist (Jefferson Airplane, Hot Tuna)
- John Korty (1936–2022), Filmregisseur, Drehbuchautor und Kameramann
- Peter Kurland (* 1958), mehrfach Oscar-nominierter Toningenieur
- Leonard Nimoy (1931–2015), Schauspieler, Filmregisseur, Filmproduzent, Buchautor, Musiker und Fotograf
- Cliff Robertson (1923–2011), Schauspieler und Oscar-Gewinner
- Rod Serling (1924–1975), Drehbuchautor, Dramatiker, Filmproduzent und Moderator
- Cecil Taylor (1929–2018), Jazzpianist, Komponist und Dichter
- Jay Tuck (* 1945), Journalist und TV-Reporter (ARD)

### Forschung und Wissenschaft
- William Arnold Anthony (1835–1908), Professor für Physik und Präsident des American Institute of Electrical Engineers (1890–1891)
- Warren Bennis (1925–2014), Wirtschaftswissenschaftler, Professor an der USC und Buchautor
- Mario Capecchi (* 1937), Empfänger des Nobelpreises für Physiologie oder Medizin
- George W. Comstock (1915–2007), Mediziner (Epidemiologie, Public Health)
- Drucilla Cornell (1950–2022), Professorin für Rechtswissenschaften, Frauenforschung und Politikwissenschaften
- Jewell James Ebers (1921–1959), Elektroingenieur
- William Anthony Gamson (1934–2021), Professor für Soziologie, 85. Präsident der American Sociological Association
- Thyrsa Anne Frazier (1930–1999), Mathematikerin und Hochschullehrerin
- Clifford Geertz (1926–2006), Anthropologe
- Stephen Jay Gould (1941–2002), Paläontologe, Geologe und Evolutionsbiologe, Autor
- Granville Stanley Hall (1846–1924), Professor für Englisch und Philosophie, Gründungspräsident der American Psychological Association
- Theodore Levitt (1925–2006), Wirtschaftswissenschaftler und Professor an der Harvard Business School
- Allan Pred (1936–2007), Geograph
- Joan Steitz (* 1941), Biochemikerin und Professorin in Yale